# China Anne McClain
China Anne McClain (Atlanta, Georgia, 25 augustus 1998) is een Amerikaanse actrice, zangeres en songwriter. Haar vader en moeder zijn zangproducers. Ze heeft twee zussen, Sierra en Lauryn met wie ze samen de groep McClain Sisters vormt. China's carrière begon in 2005 toen ze op 7-jarige leeftijd acteerde in de film The Gospel. In 2007 werd ze nationaal bekend in de Verenigde Staten toen ze in de cast van de televisieserie Tyler Perry's House of Payne kwam als Jazmine Payne en internationaal als Chyna Parks, de ster van de Disney Channel Original A.N.T. Farm.
Disney bracht op 11 oktober 2011 de soundtrack van de televisieserie ANT Farm uit. China Anne McClain zingt zes liedjes en twee solo's met haar zussen op de soundtrack, die in de Billboard 200 debuteerde op nummer 29. Er werden in de eerste week 14.000 exemplaren van verkocht.

## Carrière

### 2005-10: Eerdere werk enTyler Perry's House of Payne
McClain was door een muziekproducent in 2005 ontdekt die haar hoorde zingen en haalde regisseur Rob Hardy over om haar te laten auditeren voor zijn film The Gospel uit 2005 samen met Boris Kodjoe en Idris Elba. Haar rol trok de aandacht van Tyler Perry die haar als Jazmine Payne in de cast van de televisieserie Tyler Perry's House of Payne zette.
Ze verschijnt in de film Daddy's Little Girls met haar echte zussen Sierra en Lauryn, die ook actrices zijn en haar oudere zussen spelen in de film. Haar vader, Michael McClain, is een muziekproducer. Haar moeder, Shontell, is een songwriter. McClain verscheen als te gast in veel andere shows en films zoals Hannah Montana met Sierra McCormick, NCIS en in de film Hurricane Season uit 2009. Ze verscheen ook als Charlotte McKenzie in de film Grown Ups. In hetzelfde jaar kreeg ze de terugkerende rol van Kiara in Jonas L.A. en was te horen in de soundtrack van Jonas L.A..

### 2011-12:A.N.T. Farmen muziekcarrière
McClain verscheen in 2011 als Tina in de aflevering getiteld "Wizards vs. Angels" in de Disney Channel serie Wizards of Waverly Place. In 2011 kwam McClain met de hoofdrol in de cast van de Disney Channel serie A.N.T. Farm met Sierra McCormick van Hannah Montana en Jake Short, samen met Carlon Jeffery en Stefanie Scott. Voor de show nam McClain een cover op van Taio Cruz's "Dynamite". Ze zingt ook het themalied "Exceptional" van de serie. China Anne's eerste muziekvideo voor "Dynamite" ging op 23 juli 2011 op Disney Channel in première. Na minder dan een week werden er meer dan 1 miljoen kijkers op YouTube gemeld. Ze verscheen in een aflevering van PrankStars. Ze verscheen ook in de muziekvideo van Chiddy Bang Opposite Of Adults. Voor de Disney Channel Halloween Special in 2011 voerde ze "Calling All The Monsters" uit.
De soundtrack van A.N.T. Farm kwam uit op 11 oktober 2011 met China Anne's versie van "Dynamite" van Taio Cruz. Op 28 september 2011 bracht China Anne "Calling All The Monsters" uit op iTunes. "Calling All The Monsters" kwam op nummer 100 in de hitlijst Billboard Hot 100.
Op 24 november 2011 trad China in de 85th Macy's Thanksgiving Parade op met "Unstoppable".
McClain Sisters traden op 11 maart 2012 bij de Mall of America op met een nieuwe lied genaamd "Rise". Het zal de leadsingle zijn van hun aanstaande album en van de Disneynature film Chimpanzee. Het lied ging op 23 maart 2012 in de iTunes Store in première, de muziekvideo ging op 26 maart in première. De muziekvideo ging tijdens een aflevering van Austin & Ally in première en werd de volgende dag geüpload op YouTube. Het zal ook te horen worden als een Disney Friends For Change themalied.

## Privéleven
China Anne McClain is geboren in Atlanta, Georgia. Ze woonde in 2012 in Los Angeles.

## Filmografie
| Jaar | Film                           | Rol                | Notities                      |
| ---- | ------------------------------ | ------------------ | ----------------------------- |
| 2005 | The Gospel                     | Alexis             | Filmdebuut                    |
| 2007 | A Dennis the Menace Christmas  | Margaret           | Direct-to-video film          |
| 2007 | Daddy's Little Girls           | China James        |                               |
| 2008 | Six Blocks Wide                | Buur #8            |                               |
| 2009 | Jack and Janet Save the Planet | Janet              | Tv-film                       |
| 2010 | Hurricane Season               | Alana Collins      | Direct-to-video film          |
| 2010 | Grown Ups                      | Charlotte McKenzie |                               |
| 2013 | Grown Ups 2                    | Charlotte McKenzie |                               |
| 2014 | How To Build A Better Boy      | Gabby Harrison     | Disney Channel Original Movie |
| 2017 | Descendants 2                  | Uma                | Disney Channel Original Movie |
| 2019 | Descendants 3                  | Uma                | Disney Channel Original Movie |
| 2024 | Descendants The rise of Red    | Uma                | Disney Channel Original Movie |

| Jaar      | Film                         | Rol                       | Notities                                  |
| --------- | ---------------------------- | ------------------------- | ----------------------------------------- |
| 2006–2012 | Tyler Perry's House of Payne | Jazmine Payne             | (Seizoenen 1-4; 6, seizoen 7 terugkerend) |
| 2008      | Jimmy Kimmel Live!           | Sasha Obama               | Tv-serie (niet genoemd)                   |
| 2009      | Hannah Montana               | Isabel                    | Aflevering: "Welcome to the Bungle"       |
| 2009      | NCIS                         | Kayla Vance               | Aflevering: "Knockout"                    |
| 2010      | Jonas L.A.                   | Kiara Tyshanna            | Aflevering: "The Secret"                  |
| 2011      | Wizards of Waverly Place     | Tina                      | Aflevering: "Wizards vs Angels"           |
| 2011–2014 | A.N.T. Farm                  | Chyna Parks               | Hoofdrol; Disney Channel Original Series  |
| 2011      | PrankStars                   | Haarzelf                  | Aflevering: "Game Showed Up"              |
| 2012      | So Random!                   | Haarzelf                  | Muzikale gast                             |
| 2018–2021 | Black Lightning              | Jennifer Pierce/Lightning | hoofdrol                                  |

## Discografie

### Soundtrack albums
| Titel                                                                                      | Album details                                                                | Rang hitposities | Rang hitposities | Rang hitposities |
| Titel                                                                                      | Album details                                                                | US               | US OST           | US Kids          |
| ------------------------------------------------------------------------------------------ | ---------------------------------------------------------------------------- | ---------------- | ---------------- | ---------------- |
| A.N.T. Farm                                                                                | - Uitgebracht: 11 oktober 2011 - Formaten: cd, download - Label: Walt Disney | 29               | 2                | 1                |
| Descendants 2                                                                              | - Uitgebracht: - Formaten: cd, download - Label: Walt Disney                 |                  |                  |                  |
| "—" betekent items die niet uitgebracht waren in dat land of niet in de hitlijsten kwamen. |                                                                              |                  |                  |                  |

| Titel16em                                                                                     | Jaar | Rang hitpositie | Rang hitpositie | Album       |
| Titel16em                                                                                     | Jaar | VS              | CAN             | Album       |
| --------------------------------------------------------------------------------------------- | ---- | --------------- | --------------- | ----------- |
| "Dynamite"                                                                                    | 2011 | —               | —               | A.N.T. Farm |
| "Calling All the Monsters"                                                                    | 2011 | 86              | 89              | A.N.T. Farm |
| "Unstoppable"                                                                                 | 2012 | —               | —               | A.N.T. Farm |
| "—" betekent een titel die niet uitgebracht werd of niet in de hitlijsten kwam in dat gebied. |      |                 |                 |             |

### Andere verschijningen
| Lied                                                   | Jaar | Album      |
| ------------------------------------------------------ | ---- | ---------- |
| "Your Biggest Fan" (Nick Jonas ft. China Anne McClain) | 2009 | Jonas L.A. |

### Muziekvideos
| Jaar | Lied                     | Notities                                       |
| ---- | ------------------------ | ---------------------------------------------- |
| 2011 | Dynamite                 | Muziekvideo ging op Disney Channel in première |
| 2011 | Calling All the Monsters | Muziekvideo ging op Disney Channel in première |
| 2017 | What's my name           | Soundtrack van Descendants 2                   |

## Prijzen
| Jaar | Prijs               | Categorie                            | Werk                                          | Resultaat   |
| ---- | ------------------- | ------------------------------------ | --------------------------------------------- | ----------- |
| 2011 | NAMIC Vision Awards | Best Performance - Actress of Comedy | Jazmine Payne in Tyler Perry's House of Payne | Gewonnen    |
| 2011 | Teen Icon Awards    | Icon To Tomorrow                     | A.N.T. Farm                                   | Genomineerd |